# جزيرة البيضاء (ميدي)

تعديل مصدري - تعديل

جزيرة البيضاء هي إحدى جزر مديرية ميدي التابعة لمحافظة حجة.